# Cotobade
Cotobade – gmina w Hiszpanii, w prowincji Pontevedra, w Galicji, o powierzchni 134,68 km². W 2011 roku gmina liczyła 4394 mieszkańców.